# اتحادیه فوتبال سودان
اتحادیه فوتبال سودان (عربی: الإتحاد السوداني لكرة القدم) نهاد اداره‌کننده مسابقات فوتبال و فوتسال در کشور سودان است.
این سازمان که در سال ۱۹۳۶ تأسیس شده عضو کنفدراسیون فوتبال آفریقا و فیفا نیز می‌باشد و مقر آن در شهر خارطوم است.